# Президент Маврикію
Президент Республіки Маврикій — голова держави Маврикій, який має тільки представницькі повноваження. 12 березня 1992 р. Маврикій був проголошений республікою, до цього він був монархією на чолі з королевою Великої Британії, представленою генерал-губернатором Маврикію. Президент Маврикію обирається парламентом терміном на 5 років.

## Список президентів Маврикію
| № | Портрет         | Ім'я (Дата народження – Дата смерті) | Обраний   | Термін повноважень | Термін повноважень | Термін повноважень | Політична партія | Прем'єр-міністр |
| № | Портрет         | Ім'я (Дата народження – Дата смерті) | Обраний   | Обійняв посаду     | Залишив посаду     | Час перебування    | Політична партія | Прем'єр-міністр |
| - | --------------- | ------------------------------------ | --------- | ------------------ | ------------------ | ------------------ | ---------------- | --------------- |
| 1 |                 | Вірасамі Рінгаду (1920–2000)         | 1992      | 12 березня 1992    | 30 червня 1992     | 0 років, 110 днів  | PTR              | Аніруд Джагнот  |
| 2 |                 | Кассем Утім (1941–)                  | 1992 1997 | 30 червня 1992     | 15 лютого 2002     | 9 років, 230 днів  | MMM              | Аніруд Джагнот  |
| 2 | Навін Рамгулам  | Кассем Утім (1941–)                  | 1992 1997 | 30 червня 1992     | 15 лютого 2002     | 9 років, 230 днів  | MMM              |                 |
| 2 | Аніруд Джагнот  | Кассем Утім (1941–)                  | 1992 1997 | 30 червня 1992     | 15 лютого 2002     | 9 років, 230 днів  | MMM              |                 |
| — |                 | Ангіді Четтіар (1928–2010) В.о.      | —         | 15 лютого 2002     | 18 лютого 2002     | 0 років, 3 дні     | PTR              |                 |
| — |                 | Аріранга Піллей (1945–) В.о.         | —         | 18 лютого 2002     | 25 лютого 2002     | 0 років, 7 днів    | Безпартійний1    |                 |
| 3 |                 | Карл Оффманн (1940–2022)             | 2002      | 25 лютого 2002     | 1 жовтня 2003      | 1 рік, 218 днів    | MSM              |                 |
| — |                 | Рауф Бундхун (1937–) В.о.            | —         | 1 жовтня 2003      | 7 жовтня 2003      | 0 років, 6 днів    | MMM              | Поль Беранже    |
| 4 |                 | Аніруд Джагнот (1930–2021)           | 2003 2008 | 7 жовтня 2003      | 31 березня 2012    | 8 років, 176 днів  | MSM              | Поль Беранже    |
| 4 | Навін Рамгулам  | Аніруд Джагнот (1930–2021)           | 2003 2008 | 7 жовтня 2003      | 31 березня 2012    | 8 років, 176 днів  | MSM              |                 |
| — |                 | Монік Осан-Бельпо (1942–) В.о.       | —         | 31 березня 2012    | 21 липня 2012      | 0 років, 112 днів  | PTR              |                 |
| 5 |                 | Раджкесвур Пурріаг (1947-2025)       | 2012      | 21 липня 2012      | 29 травня 2015     | 2 роки, 312 днів   | PTR              |                 |
| 5 | Аніруд Джагнот  | Раджкесвур Пурріаг (1947-2025)       | 2012      | 21 липня 2012      | 29 травня 2015     | 2 роки, 312 днів   | PTR              |                 |
| — |                 | Монік Осан-Бельпо (1942–) В.о.       | —         | 29 травня 2015     | 5 червня 2015      | 0 років, 7 днів    | PTR              |                 |
| 6 |                 | Аміна Гуріб (1959-)                  | 2015      | 5 червня 2015      | 23 березня 2018    | 2 роки, 291 день   | Незалежна        |                 |
| 6 | Правінд Джагнот | Аміна Гуріб (1959-)                  | 2015      | 5 червня 2015      | 23 березня 2018    | 2 роки, 291 день   | Незалежна        |                 |
| — |                 | Барлен В'япурі (1945-) В.о.          | —         | 23 березня 2018    | 26 листопада 2019  | 1 рік, 248 днів    | MSM              |                 |
| — |                 | Едді Балансі (1953-) В.о.            | —         | 26 листопада 2019  | 2 грудня 2019      | 0 років, 6 днів    | Безпартійний1    |                 |
| 7 |                 | Притвіраджсінг Ропун (1959–)         | 2019      | 2 грудня 2019      | 6 грудня 2024      | 5 років, 4 дні     | MSM              |                 |
| 8 |                 | Дхарам Гокхул (1949–)                | 2024      | 6 грудня 2024      | Нині               | 0 років, 199 днів  | PTR              | Навін Рамгулам  |